# Чискеле (Виченца)
Чискеле је насеље у Италији у округу Виченца, региону Венето.
Према процени из 2011. у насељу је живело 69 становника. Насеље се налази на надморској висини од 578 м.